# Кирпичный (Костромская область)
Кирпичный — поселок в Нерехтском районе Костромской области. Входит в состав Ёмсненского сельского поселения.

## География
Находится в юго-западной части Костромской области на расстоянии приблизительно 19 км на юго-восток по прямой от районного центра города Нерехта.

## Население
Постоянное население составляло 91 человек в 2002 году (русские 99%), 62 в 2022.